# Future Vertical Lift
O Future Vertical Lift (FVL) é um plano para desenvolver uma família de helicópteros militares para as Forças Armadas dos Estados Unidos. Cinco tamanhos diferentes de aeronaves serão desenvolvidos, compartilhando hardware comum, como sensores, aviônicos, motores e contramedidas. O Exército dos EUA está considerando o programa desde 2004. O FVL destina-se a desenvolver substitutos para os helicópteros UH-60 Black Hawk, AH-64 Apache, CH-47 Chinook e OH-58 Kiowa do Exército. O precursor do FVL é o programa Joint Multi-Role (JMR).

## Visão geral

### Sumário
Após uma década de combate na Guerra do Iraque e da Operação Liberdade Duradoura, o Departamento de Defesa dos EUA descobriu que a frota de helicópteros do Exército estava se esgotando. As operações de combate fizeram com que os helicópteros voassem cinco vezes mais do que em tempos de paz. Os fabricantes têm remanufaturado e atualizado as famílias existentes de aeronaves sem criar plataformas originais. O conceito Future Vertical Lift (FVL) consiste em criar um novo helicóptero que usa novas tecnologias, materiais e designs, têm maior alcance e maior capacidade de carga útil, são mais confiáveis, mais fáceis de manter e operar e têm custos operacionais mais baixos. O plano será dividido em fases Joint Multi-Role (JMR), onde as empresas fornecerão demonstrações de tecnologia. JMR-TD desenvolverá a plataforma aérea; JMR Fase I desenvolverá o veículo aéreo; JMR Fase II desenvolverá sistemas de missão. O Exército planeja adquirir até 4 mil aeronaves do programa FVL e iniciou um programa de motores FVL em 2016.

### Configurações
Três tamanhos foram planejados em 2009, depois quatro e cinco (que podem ou não ser do mesmo projeto) estão previstos para substituir 25 tipos atuais de helicópteros:
- JMR-Light: Helicóptero de escolta para substituir o OH-58 Kiowa; introdução planejada para 2030.[9]
- JMR-Medium-Light
- JMR-Medium: Versão utilitária para substituir o UH-60 Black Hawk; introdução planejada para 2030. O Bell V-280 Valor venceu o programa Future Long-Range Assault Aircraft em 2022.[11]
- JMR-Heavy: Versão de carga para substituir o CH-47 Chinook; introdução planejada para 2035, embora a Boeing espere 2060.[12]
- JMR-Ultra: Nova versão ultra dimensionada para aeronaves de elevação vertical com desempenho semelhante a aeronaves de transporte tático de asa fixa, como o C-130J Super Hercules e o Airbus A400M Atlas; introdução prevista para 2025.[13]

## Competidores

### Bell
A Bell Helicopter propôs um projeto de Tilrotor [en] de terceira geração para o programa FVL, que acabou sendo selecionado para a adjudicação do contrato FLRAA. A Bell buscou parceiros para apoio financeiro e tecnológico, embora a empresa não precisasse de ajuda. Em abril de 2013, a Bell revelou seu design de tilrotor, denominado Bell V-280 Valor. Ele foi projetado para ter uma velocidade de cruzeiro de 280 nós (520 km/h), alcance de 2.,1 mil milhas náuticas (3.900 km) e um alcance de combate de 500 a 800 nmi (1.480 km).
O modelo possui uma cauda em V, uma grande asa central de carbono com fuselagem composta, sistema de controle de voo fly-by-wire, trem de pouso retrátil e duas portas laterais de 1,8 m de largura para facilitar o acesso. O V-280 é incomum porque apenas o sistema do rotor se inclina, mas não os motores. O protótipo é de tamanho médio e carrega quatro tripulantes e 14 soldados. Deve ser construído em uma escala de 92% ou maior. A Bell diz que eles estão investindo quatro vezes o valor do governo.
A Bell sugeriu que seu projeto poderia estar pronto para programas de substituição de helicópteros de outras forças antes que o Exército esteja pronto para conceder uma licitação. Em 5 de dezembro de 2022, o Exército selecionou a Bell Textron para a concessão do contrato FLRAA.

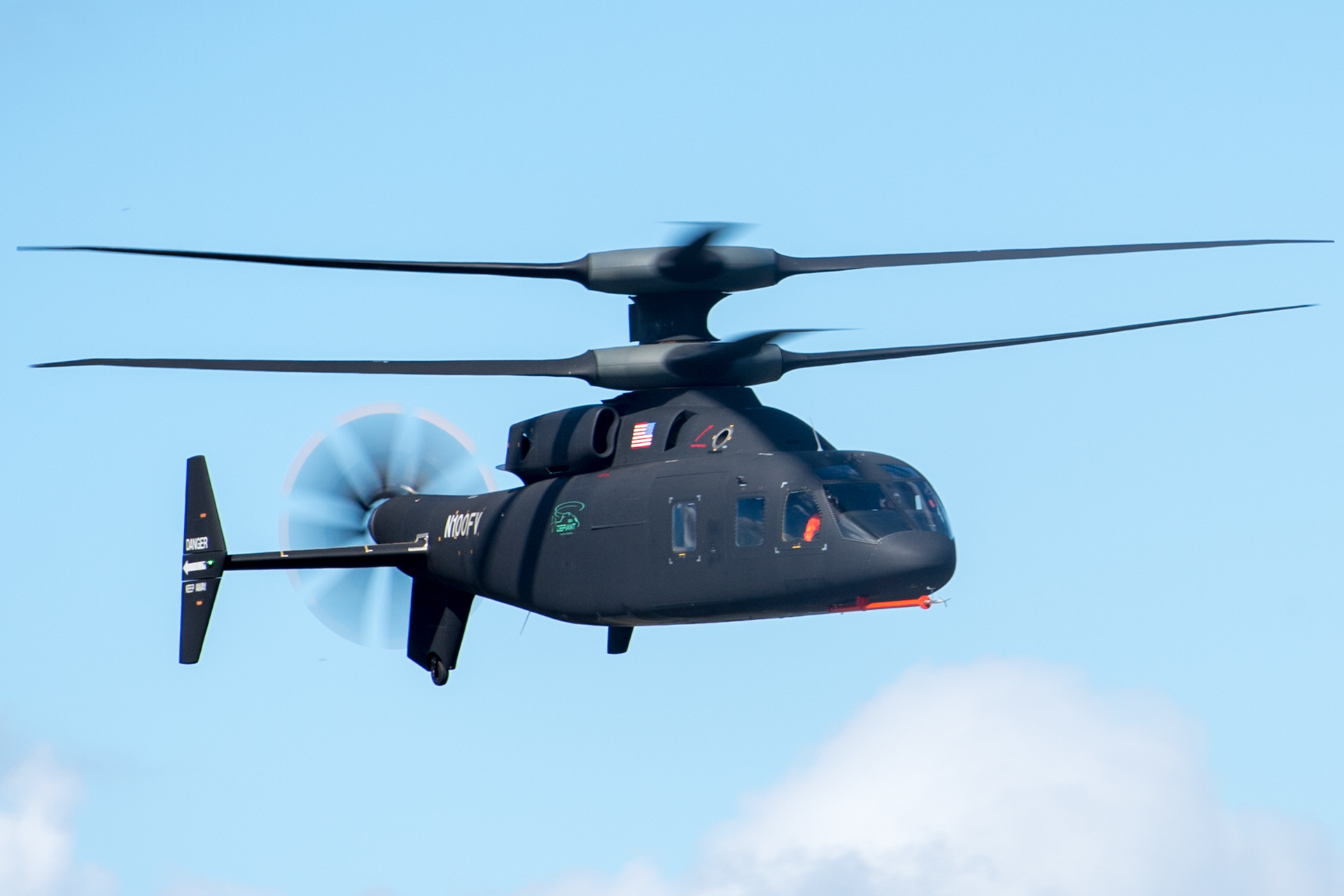
O SB-1 Defiant

### Sikorsky e Boeing
O SB-1 Defiant é a entrada da Sikorsky e Boeing para o programa. É um helicóptero composto com rotores coaxiais rígidos e dois motores Honeywell T55. Seu primeiro voo ocorreu em março de 2019.

#### Defiant X
Em janeiro de 2021, a Sikorsky-Boeing anunciou a variante Defiant X, projetada especificamente para o programa Future Long-Range Assault Aircraft. Em fevereiro de 2022, a Sikorsky-Boeing escolheu o novo motor turboeixo HTS7500 da Honeywell, que substituirá o motor Honeywell T55 que alimentava o protótipo da tecnologia SB-1 Defiant. O HTS7500 tem 7,5 mil cavalos de potência e é 42% mais potente com uma redução de 18% no consumo de combustível e é mais leve que os concorrentes.

## Desenvolvimento
Em 5 de dezembro de 2022, o Exército anunciou que o V-280 Valor foi selecionado para o programa.